# Claudio Chiappucci
Claudio Chiappucci (Uboldo, 28 de febrero de 1963), apodado El diablo, es un exciclista italiano, profesional desde 1985 hasta 1998.
Especialista en la montaña (tanto en las subidas como en los descensos), tuvo la mala suerte de que su vida deportiva coincidiera con la época de esplendor de Miguel Induráin. Fue un corredor muy combativo que destacó por sus constantes ataques y por sus largas escapadas en las Grandes Vueltas. Se dio a conocer para el gran público en el Tour de Francia de 1990, gracias a una gran escapada en la etapa con final en Futuroscope junto con otros corredores, donde gana muchos minutos de ventaja; ese año quedó segundo en el Tour perdiendo el maillot en la última contrarreloj de la carrera frente a Greg Lemond.

## Biografía
No ganó ninguna Gran Vuelta, aun así, dejó su huella en la historia del ciclismo, con gestas míticas como la de la 13ª etapa del Tour de Francia 1992: una de las etapas de montaña más duras de aquella edición, con nada más y nada menos que 254,5 km de recorrido, con inicio en St. Gervais, y con los puertos de Saisies (1.ª categoría, kilómetro 37), Cormet de Roselend (1.ª categoría, kilómetro 75), Col d`Iseran (2775 m, categoría especial, kilómetro 143), y el Col de Mont Cenis (2.ª categoría, kilómetro 189), antes de llegar al final en la estación de esquí de Sestriere, de 1.ª categoría.
El "Diablo" se escapó en los primeros compases de la carrera, sobre el kilómetro 28, junto con otro grupo de buenos escaladores (Virenque, Gastón, Cabestany, Claveyrolat,...), y tras rodar con ellos los 2 primeros puertos, fue dejando atrás a todos sus compañeros de escapada en la ascensión al Col d`Iseran, el puerto más alto de esa edición, y con más de 35 kilómetros de subida.
Por detrás, los equipos de los 2 grandes favoritos para la victoria final en la ronda gala, Gatorade (Gianni Bugno) y Banesto (Miguel Induráin), preocupados por el ataque tempranero del bravo ciclista del Carrera, tuvieron que trabajar de lo lindo en conjunto casi desde el inicio de la escapada para que la ventaja del italiano no fuera creciendo , y a consecuencia de esto, tanto Induráin como Gianni Bugno se quedaron sin gregarios a falta de más de 110 kilómetros para la línea de meta y tuvieron que asumir el mando y tirar a por el varesino.
A falta de empezar a subir el puerto de Sestriere (completamente plagado de gente), un selecto cuarteto formado por los ciclistas Franco Vona, Andy Hampsten, Gianni Bugno y Miguel Induráin intentaban dar caza a un Claudio Chiappucci cada vez más fatigado por el calor reinante y por el enorme esfuerzo de rodar más de 100 kilómetros en solitario buscando dinamitar la carrera. La ventaja iba disminuyendo, y un ataque de Franco Vona al que solo Miguel Induráin fue capaz de responder, hacían presagiar que finalmente darían caza al italiano antes de la línea de meta, más aún cuando Miguel Induráin puso la directa y se marchó en solitario en busca del transalpino. Induráin venía como una moto, y llegó a quitarle unos 25-30 segundos por kilómetro y se llegó a poner a solo 30 segundos de diferencia de Chiappucci a falta de 3 kilómetros del final, pero en los 2 últimos kilómetros de la ascensión a Sestriere, el ciclista de Villaba no pudo con el bravísimo italiano y acusó en demasía el gran esfuerzo realizado, siendo incluso alcanzado por Franco Vona metros antes de la llegada, y finalmente llegó exhausto a la meta de Sestrieres a 1:45 del flamante ganador, Chiappucci. Ésta es sin duda una de las gestas del ciclismo más recordadas de los últimos años.

## Palmarés
| 1989 - Giro del Piamonte - Coppa Placci 1990 - 1 etapa de la París-Niza - 2º en el Tour de Francia - Gran premio de la montaña en el Giro de Italia 1991 - Milán-San Remo - Vuelta al País Vasco, más 1 etapa - 3º en el Tour de Francia, más 1 etapa, Gran premio de la montaña y Premio de la Combatividad - 2º en el Giro de Italia y clasificación por puntos - 3º en el Campeonato de Italia en Ruta 1992 - 2º en el Tour de Francia, más 1 etapa, Gran premio de la montaña y Premio de la Combatividad - 2º en el Giro de Italia y Gran premio de la montaña - Subida a Urkiola - Giro de los Apeninos - Giro del Trentino - 1 etapa del Clásico RCN | 1993 - Clásica de San Sebastián - Coppa Sabatini - 3º en el Giro de Italia, más 1 etapa y Gran premio de la montaña - 1 etapa del Tour de Francia - Japan Cup 1994 - Volta a Cataluña , más 1 etapa - Tre Valli Varesine - 1 etapa de la Vuelta a Galicia - 2º en el Campeonato del Mundo en Ruta - Japan Cup 1995 - Escalada a Montjuic, más 1 etapa - Japan Cup - Giro del Piamonte |

## Resultados

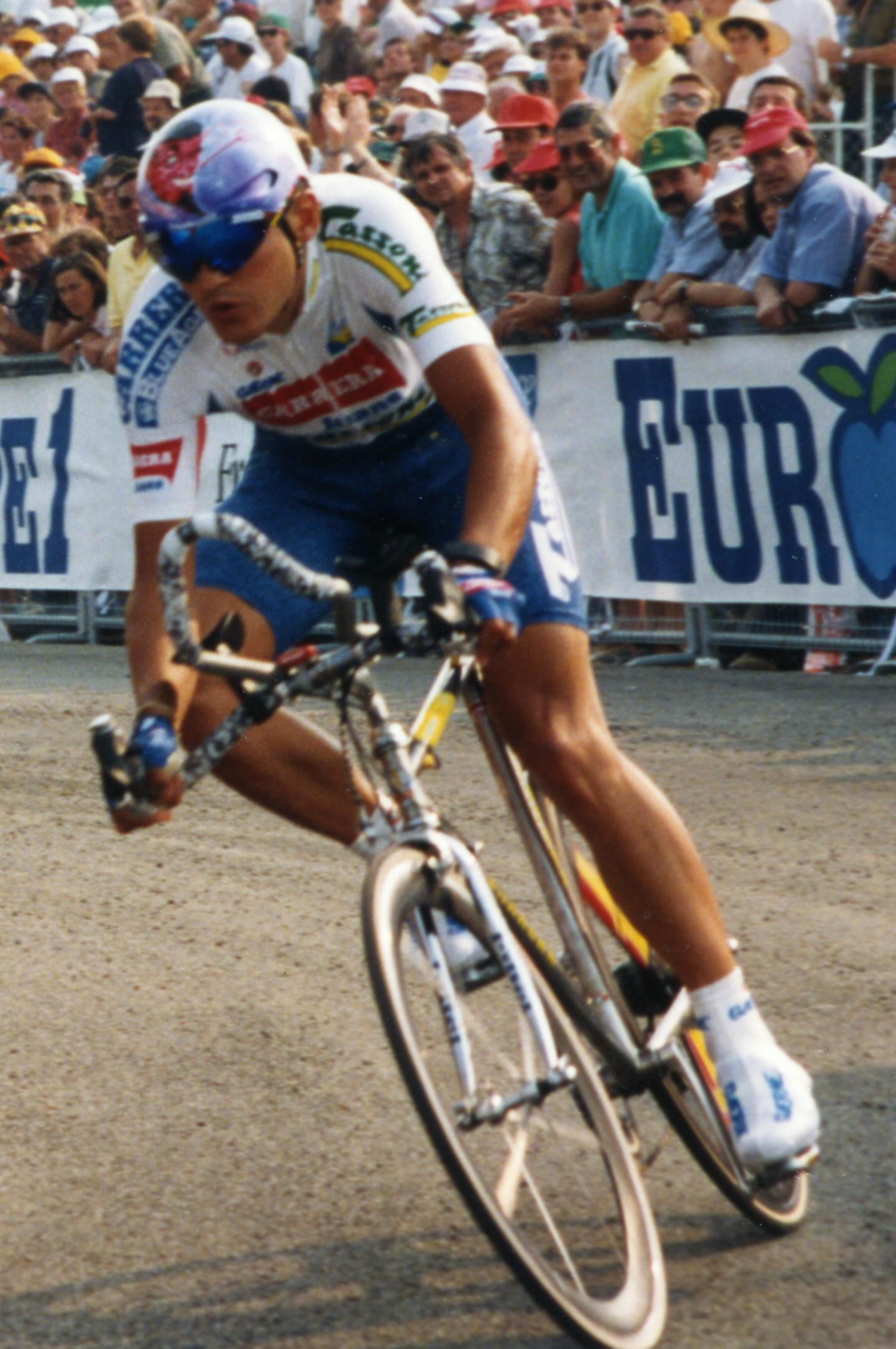
Chiappucci en el Tour del 93.

Durante su carrera deportiva consiguió los siguientes puestos en Grandes Vueltas, vueltas menores y carreras de un día:

### Grandes Vueltas
| Carrera | Carrera         | 1985 | 1986 | 1987 | 1988 | 1989 | 1990 | 1991 | 1992 | 1993 | 1994 | 1995 | 1996 | 1997 | 1998 |
| ------- | --------------- | ---- | ---- | ---- | ---- | ---- | ---- | ---- | ---- | ---- | ---- | ---- | ---- | ---- | ---- |
|         | Giro de Italia  | 64.º | —    | 48.º | 24.º | 46.º | 12.º | 2.º  | 2.º  | 3.º  | 5.º  | 4.º  | Ab.  | —    | 60.º |
|         | Tour de Francia | —    | —    | —    | —    | 81.º | 2.º  | 3.º  | 2.º  | 6.º  | Ab.  | 11.º | 37.º | —    | —    |
|         | Vuelta a España | —    | —    | —    | 26.º | —    | —    | —    | —    | —    | —    | —    | —    | 11.º | —    |

### Vueltas menores
| Carrera | Carrera                | 1985 | 1986 | 1987 | 1988 | 1989 | 1990 | 1991 | 1992 | 1993 | 1994 | 1995 | 1996 | 1997 | 1998 |
| ------- | ---------------------- | ---- | ---- | ---- | ---- | ---- | ---- | ---- | ---- | ---- | ---- | ---- | ---- | ---- | ---- |
|         | París-Niza             | —    | —    | —    | —    | —    | 7.º  | —    | —    | —    | —    | —    | —    | —    | —    |
|         | Tirreno-Adriático      | —    | —    | —    | —    | —    | —    | —    | —    | 54.º | 7.º  | 16.º | —    | —    | 8.º  |
|         | Volta a Cataluña       | —    | —    | —    | —    | —    | —    | —    | —    | 5.º  | 1.º  | 12.º | —    | 46.º | —    |
|         | Vuelta al País Vasco   | —    | —    | 37.º | —    | —    | —    | 1.º  | 57.º | 10.º | 3.º  | —    | 22.º | 24.º | 83.º |
|         | Tour de Romandía       | —    | —    | —    | —    | —    | —    | —    | —    | 2.º  | 13.º | 7.º  | 14.º | —    | 70.º |
|         | Critérium del Dauphiné | —    | 23.º | —    | —    | —    | —    | —    | —    | —    | —    | —    | —    | —    | —    |
|         | Vuelta a Suiza         | 25.º | Ab.  | —    | —    | —    | —    | —    | —    | —    | —    | —    | —    | —    | Ab.  |

### Clásicas, Campeonatos y JJ. OO.
| Carrera               | Carrera               | 1985 | 1986 | 1987 | 1988 | 1989 | 1990 | 1991 | 1992  | 1993 | 1994 | 1995 | 1996 | 1997 | 1998 |
| --------------------- | --------------------- | ---- | ---- | ---- | ---- | ---- | ---- | ---- | ----- | ---- | ---- | ---- | ---- | ---- | ---- |
|                       | Milan San Remo        | —    | 85.º | —    | —    | —    | —    | 1.º  | 186.º | —    | 37.º | 8.º  | 98.º | 29.º | 27.º |
| E3 Harelbeke          | E3 Harelbeke          | —    | —    | —    | —    | —    | —    | —    | —     | —    | —    | 12.º | —    | —    | —    |
| Gante-Wevelgem        | Gante-Wevelgem        | —    | —    | —    | —    | 38.º | 81.º | —    | —     | —    | —    | 27.º | —    | —    | —    |
|                       | Tour de Flandes       | —    | —    | —    | —    | 53.º | —    | —    | —     | —    | —    | 4.º  | —    | 6.º  | —    |
|                       | París-Roubaix         | —    | —    | —    | —    | 28.º | 62.º | —    | —     | —    | —    | —    | —    | —    | —    |
| Amstel Gold Race      | Amstel Gold Race      | —    | —    | —    | —    | —    | 11.º | 56.º | 34.º  | —    | 7.º  | 13.º | 12.º | 12.º | 17.º |
| Flecha Valona         | Flecha Valona         | —    | —    | 25.º | —    | 8.º  | 76.º | —    | —     | 3.º  | 7.º  | —    | 30.º | 56.º | —    |
|                       | Lieja-Bastoña-Lieja   | —    | —    | 35.º | —    | 41.º | 51.º | 35.º | 44.º  | 6.º  | 4.º  | 7.º  | 14.º | 17.º | —    |
| Clásica San Sebastián | Clásica San Sebastián | —    | —    | —    | —    | 22.º | 12.º | 11.º | 2.º   | 1.º  | 22.º | 18.º | —    | 57.º | —    |
| Campeonato de Zúrich  | Campeonato de Zúrich  | 30.º | —    | —    | 78.º | 33.º | 3.º  | 53.º | 53.º  | 7.º  | 4.º  | 30.º | —    | 62.º | —    |
| París-Tours           | París-Tours           | 55.º | 58.º | 8.º  | —    | —    | 31.º | 32.º | —     | 42.º | —    | —    | 39.º | 49.º | —    |
|                       | Giro de Lombardía     | 24.º | 27.º | —    | 9.º  | 15.º | —    | —    | 2.º   | 4.º  | 2.º  | 6.º  | 21.º | —    | —    |
| Mundial en Ruta       | Mundial en Ruta       | —    | —    | —    | —    | Ab.  | 23.º | 17.º | 21.º  | 12.º | 2.º  | Ab.  | 13.º | —    | —    |
| Italia en Ruta        | Italia en Ruta        | —    | —    | —    | —    | —    | —    | 3.º  | —     | —    | 7.º  | —    | —    | —    | —    |

 —: No participa

Ab.: Abandona

X: Ediciones no celebradas

## Reconocimientos
- 3º puesto en la Bicicleta de Oro (1992)
- Mendrisio de Oro (1991)